# Линдау (Швейцария)
Линдау (нем. Lindau ZH) — коммуна в Швейцарии, в кантоне Цюрих.
Входит в состав округа Пфеффикон. Население составляет 4785 человек (на 31 декабря 2007 года). Официальный код — 0176.